# Silika-gel
Silika-gel (silika[ti] + gel) je gel koji se sastoji od koherentne trodimenzijske mreže polisilicijskih kiselina (silikati). Dobiva se stupnjevitom kondenzacijom ortosilicijske kiseline, pri čem se iz nastale koloidne otopine izdvaja gel, koji sušenjem daje tvrda zrnca silika-gela. Zbog vrlo porozne strukture najvažnije mu je svojstvo velik adsorpcijski kapacitet (upojnost), pa je silika-gel ponajprije vrlo djelotvorno sredstvo za vezanje vode (vlage) i prvenstveno služi za sušenje plinova i tekućih organskih spojeva. Pritom mu se dodaje plava kobaltova sol, koja u vlažnom stanju postaje ružičasta, što je znak da je silika-gel nakupio mnogo vode i da ga zagrijavanjem treba obnoviti (regenerirati). Koristi se i u kozmetičkim i farmaceutskim proizvodima, u kromatografiji kao adsorbens, za izdvajanje pojedinih komponenata iz plinovitih ili kapljevitih smjesa, za rafinaciju mineralnih ulja, kao nosač katalizatora i drugog.

## Svojstva i osobine
Silika-gel je gel koji se sastoji od koherentne trodimenzijske mreže polisilicijskih kiselina. Krut je, zrnate i staklaste strukture, s velikom unutarnjom površinom pora.
Zbog vrlo porozne strukture najvažnije mu je svojstvo velik adsorpcijski kapacitet, pa je silika-gel u prvom redu djelotvorno sredstvo za vezanje vode (prvotno vlage) i primarno služi za sušenje plinova i kapljevitih organskih spojeva. Silikagel je jako higroskopna tvar, pa ga možemo naći kao silika-gel u novoj odjeći i obući.
Pritom mu se dodaje plava kobaltova sol, koja u vlažnom stanju postaje ružičasta, što je znak da je silika-gel nakupio mnogo vode i da ga zagrijavanjem treba regenerirati.

## Dobivanje
Dobiva se stupnjevitom kondenzacijom ortosilicijske kiseline, pri čem se iz nastale koloidne otopine izdvaja gel, koji sušenjem daje tvrda zrnca silika-gela.

## Upotreba
Najviše se upotrebljava kao sredstvo za sušenje, tj. oduzimanje vlage plinovima i različitim kapljevitim organskim spojevima (dehidrator), te za izdvajanje pojedinih komponenata iz plinovitih ili kapljevitih smjesa.

Koristi se u kromatografiji kao apsorbens, u kozmetičkim i farmaceutskim proizvodima kao dezodorans, za rafinaciju mineralnih ulja, kao nosač katalizatora i dr.
Silika-gel je najpoznatija i najjeftinija industrijska higroskopna tvar, a koristi se tekstilnoj i obućarskoj industriji (često može biti viđen u malim papirnatim vrećicama, u obliku kuglica, u novokupljenim kutijama od cipela).
U konzerviranju restauriranju koristi ga se za regulaciju vlage u izložbenim vitrinama ili kod čuvanja predmeta u muzejskim čuvaonicama.